# Кириевская, Антонина Юрьевна
Антонина Юрьевна Кириевская (род. 11 февраля 1990) — российская самбистка и дзюдоистка, призёр чемпионатов России, мастер спорта России.

## Спортивные результаты
- Первенство России по дзюдо среди юниоров 2008 года — ;
- Всероссийская школьная спартакиада 2010 года — ;
- Первенство России по дзюдо среди молодёжи 2010 года — ;
- Кубок России по дзюдо 2012 года — [1];
- Кубок России по дзюдо 2013 года — [2];
- Чемпионат России по дзюдо 2013 — ;
- Чемпионат России по дзюдо 2015 — ;
- Чемпионат России по самбо 2017 года — ;